# (23714) 1998 EC3
(23714) 1998 EC3 es un asteroide que forma parte de los asteroides Amor, descubierto el 1 de marzo de 1998 por Takao Kobayashi desde el Observatorio de Ōizumi, Ōizumi, Japón.

## Designación y nombre
Designado provisionalmente como 1998 EC3.

## Características orbitales
1998 EC3 está situado a una distancia media del Sol de 2,127 ua, pudiendo alejarse hasta 3,227 ua y acercarse hasta 1,028 ua. Su excentricidad es 0,516 y la inclinación orbital 8,397 grados. Emplea 1133 días en completar una órbita alrededor del Sol.

## Características físicas
La magnitud absoluta de 1998 EC3 es 16,7.